# Невидимые миры Ричарда Хаммонда
Невидимые миры Ричарда Хаммонда — телевизионная программа, идущая преимущественно по телеканалу BBC. Неизменным ведущим программы является Ричард Хаммонд. Программа показывает, насколько мало мы знаем об окружающем нас мире, и рассказывает, как совершенна природа. Ричард Хаммонд погружает нас в невидимый мир.

## Эпизоды
| # | Название               | Режиссёр       | Дата выпуска  |
| - | ---------------------- | -------------- | ------------- |
| 1 | «Ограничения скорости» | Гавин Максвелл | 16 марта 2010 |
| 2 | «Линейкой не измерить» | Дэн Клифтон    | 23 марта 2010 |
| 3 | «Свободный масштаб»    | Мэттью Вортмэн | 30 марта 2010 |

3 мая 2010 года выпуски программы поступили в продажу на DVD и Blu-ray дисках.